# Wiaczesław Panfiłow
Wiaczesław Wiaczesławowycz Panfiłow, ukr. Вячеслав Вячеславович Панфілов (ur. 24 czerwca 1993 w Kijowie) – ukraiński piłkarz, grający na pozycji pomocnika lub napastnika.

## Kariera piłkarska

### Kariera klubowa
Wychowanek Dynama Kijów, barwy którego bronił w juniorskich mistrzostwach Ukrainy (DJuFL). Karierę piłkarską rozpoczął 14 lipca 2013 w składzie drugiej drużyny Dynam. W lipcu 2014 został wypożyczony na pół roku do Howerły Użhorod. 14 kwietnia 2016 przeszedł do Weresu Równe. Na początku 2017 wyjechał do Litwy, gdzie bronił barw Utenisu Uciana. 11 lipca 2017 przeniósł się do Zirki Kropywnycki.

### Kariera reprezentacyjna
W 2010 występował w juniorskiej reprezentacji Ukrainy U-18.